# Clarence Rodriguez
Clarence Rodriguez es una periodista independiente francesa especialista en Arabia Saudita. 

## Biografía
Es licenciada por la Escuela de Periodismo de Burdeos. Durante doce años, desde 2005 hasta en 2017, Clarence Rodriguez fue la única periodista acreditada de manera permanente en Arabia Saudita, cuya actualidad cubrió para numerosos medios de comunicación franceses, suizos y canadienses. Ha trabajado para France Info, France Inter, France Culture, RFI, Elle, BFM TV, France Télévisions, TV5 Monde, la Radio Suisse Romande y Radio Canadá Internacional.
En 2014 publicó Révolution sous le voile, una serie de retratos de mujeres sauditas que intentan hacer avanzar la causa de las mujeres en su país.
En 2015 dirigió el documental Arabie saoudite, paroles de femmes, acerca de mujeres que ejercen oficios poco comunes. Es una adaptación libre del libro Révolution sous le voile y fue emitido por France 5.

## Publicaciones
- Rodriguez, Clarence: Révolution sous le voile (2014)[13]
- Rodriguez, Clarence: Arabie Saoudite 3.0. : paroles de la jeunesse saoudienne (2017)[14]

## Filmografía
- 2015: Arabie Saoudite, paroles de femmes, distribuido por France 5